# Márcio Bonfim
Márcio Bonfim dos Santos (Álvares Florence, 5 de outubro de 1980) é um jornalista e apresentador de televisão brasileiro, sendo paulista radicado em Pernambuco. Atualmente comanda o telejornal NE2 e eventualmente apresenta o Jornal Nacional e o Fantástico.

## Biografia e carreira
Fez o curso de jornalismo na UNIFEV, onde trabalhou primeiramente na rádio Uni FM e Rádio e TV Unifev. Passou pela TV Cultura e pela TVE RJ, além de passar pela TV Universitária, TV TEM Itapetininga e TV Integração Ituiutaba, onde apresentou de 2001 a 2006 o MGTV 1ª Edição para Uberaba e Ituiutaba.[carece de fontes?]
Em 2006, deixou as reportagens e passou a apresentar e editar o NETV 1ª Edição na TV Globo Pernambuco. Ficou conhecido nacionalmente em 31 de agosto de 2019, ao coapresentar com Cristina Ranzolin, da RBS TV (afiliada da Rede Globo no Rio Grande do Sul), a primeira edição dos 50 anos do Jornal Nacional.
No dia 29 de dezembro de 2019, assumiu como apresentador eventual do Fantástico, e em janeiro de 2020, passou a apresentar eventualmente o Jornal Nacional.
Em 22 de setembro de 2020, deixa a apresentação do NE1, após 14 anos e passa a apresentar o NE2 no lugar de Meiry Lanunce.